# 脂肪瘤
脂肪瘤（英語：Lipoma）是一种良性肿瘤，由脂肪组成，多发生在四肢、躯干的皮下，多呈扁圆形，用手稍微用力压其基部，可见分叶形态。
脂肪瘤一般无痛感，但發炎時會十分疼痛。但有多发性圆形或卵圆形结节状脂肪瘤按压有痛感，又称为痛性脂肪瘤或多发性脂肪瘤。
脂肪瘤可发生在任何年龄层，但通常好发于40-60岁的人群。
脂肪瘤不同于脂肪肉瘤，后者为恶性。

## 治療

### 手术治疗

肘部肌间脂肪瘤的切除手术
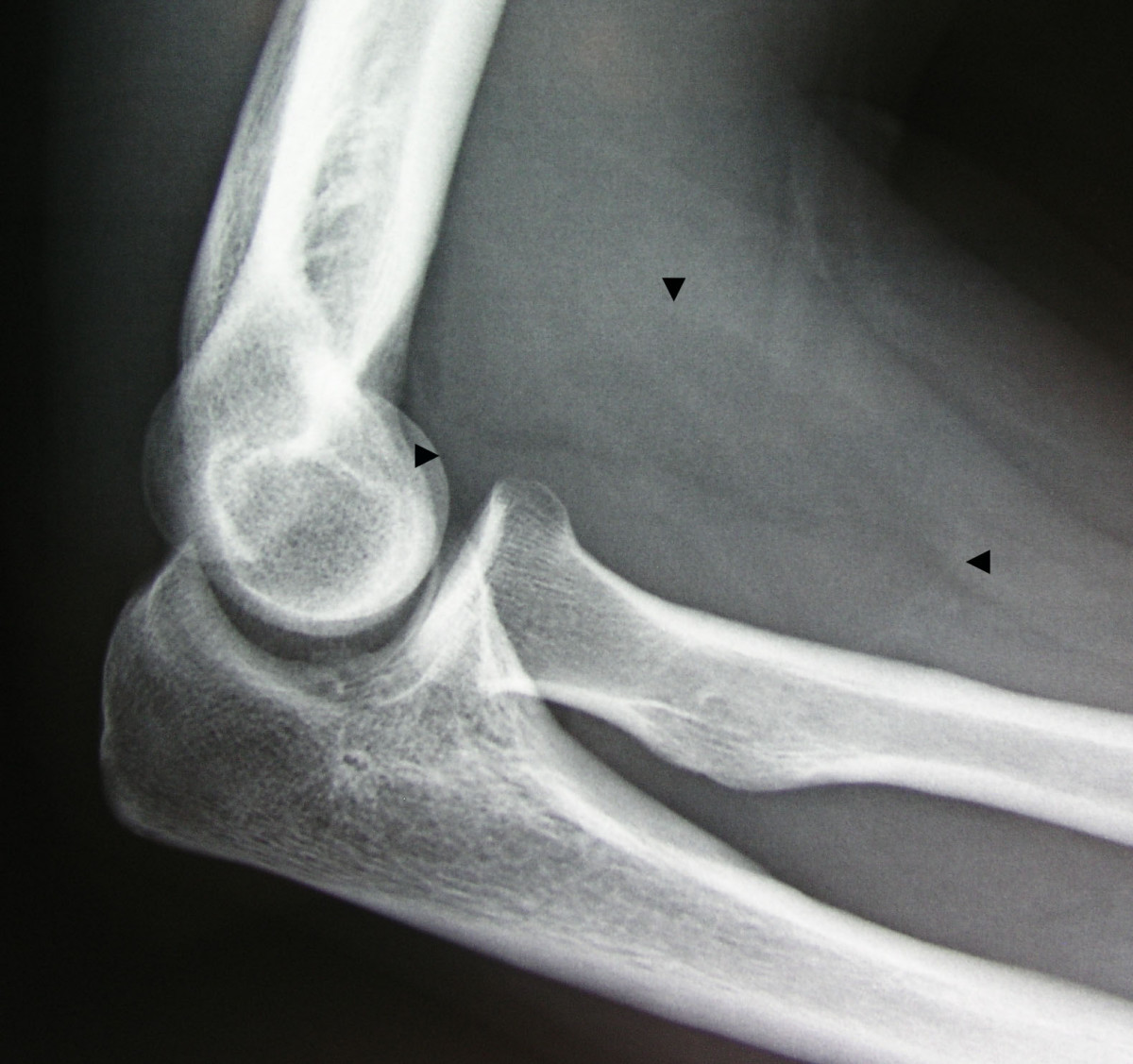
脂肪瘤的X光图
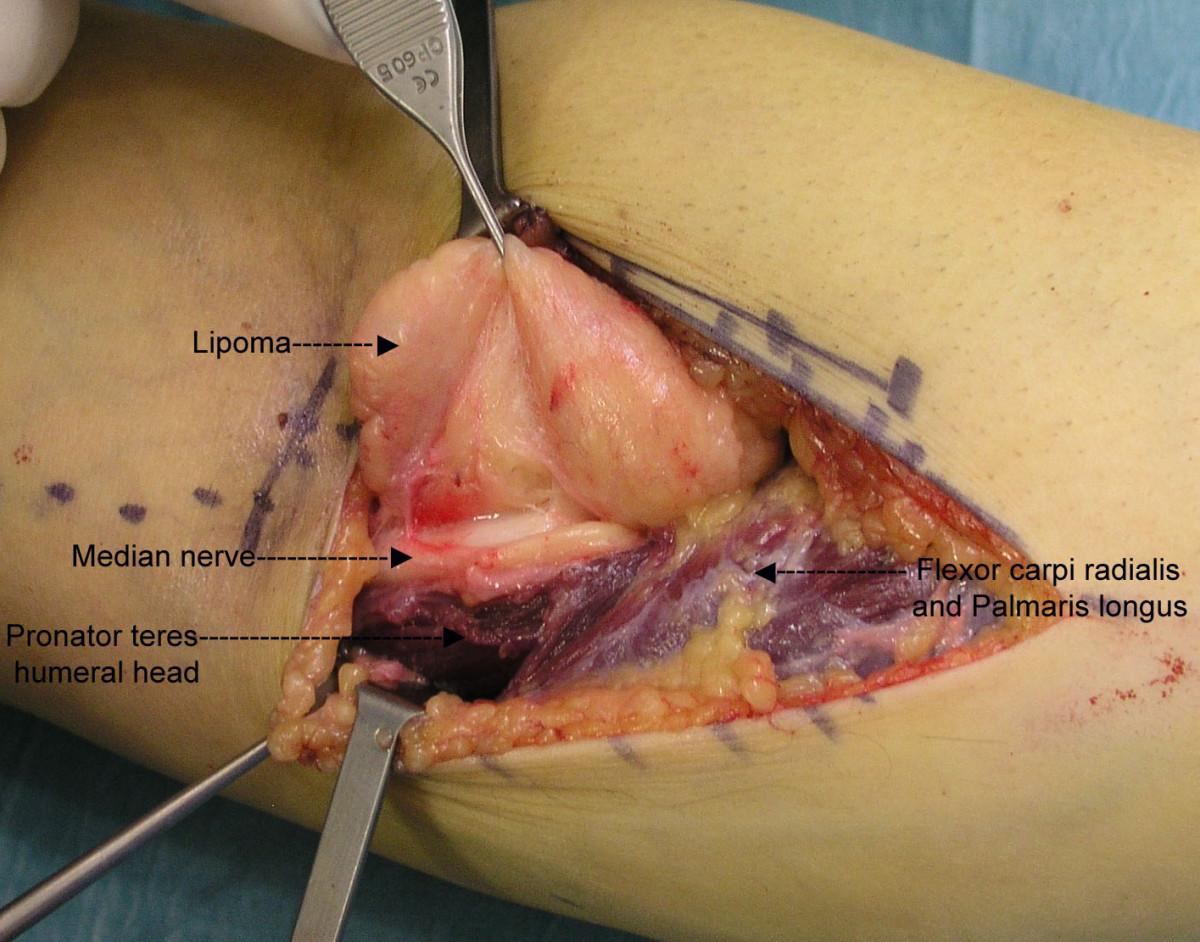
术中照片
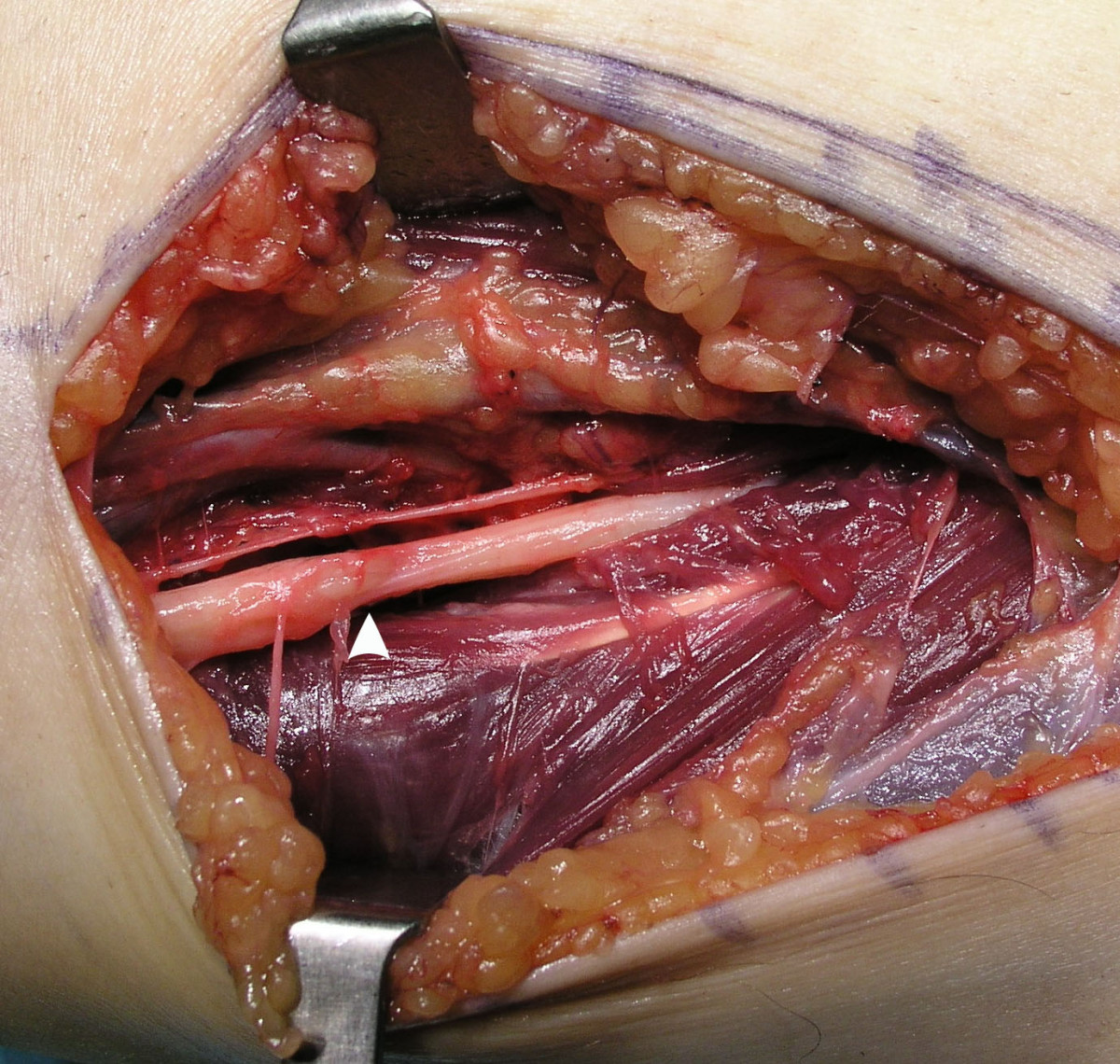
脂肪瘤移除后的手术区域。箭头所指为被脂肪瘤压迫的正中神经。
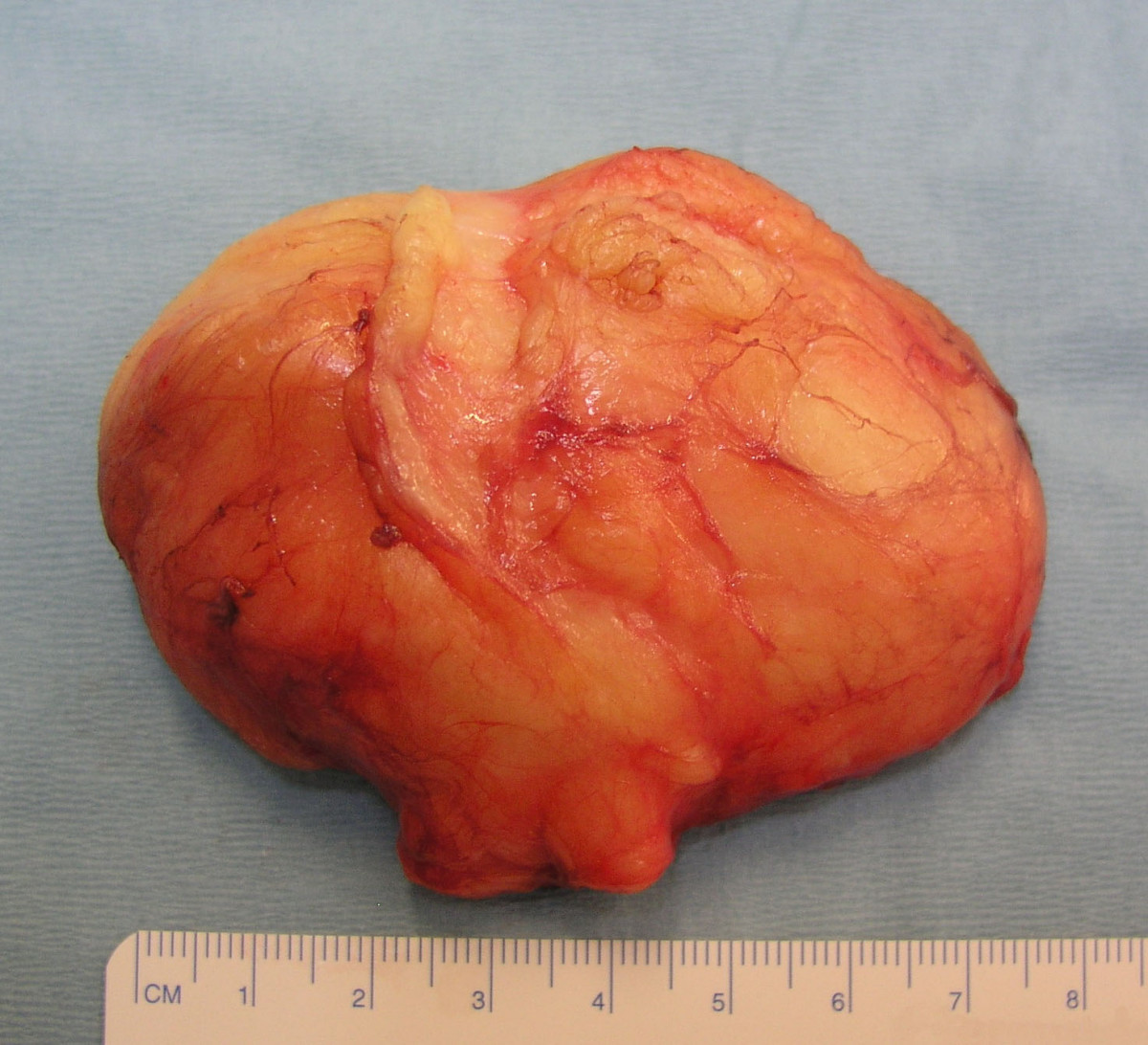
被移除的脂肪瘤 (8 cm × 6 cm × 3 cm)

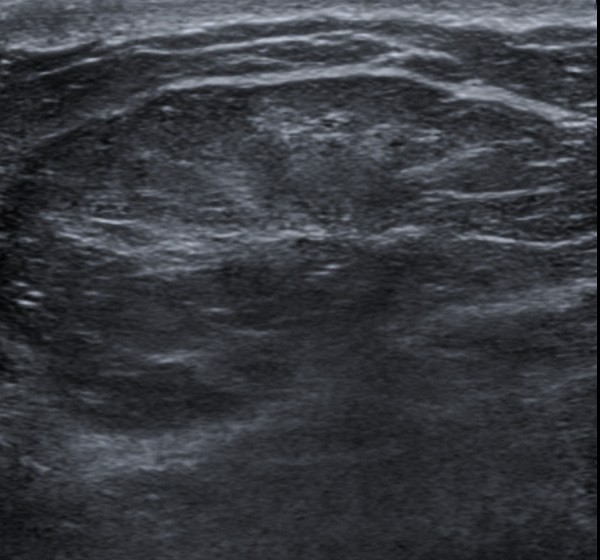
乳房脂肪瘤的超声图像
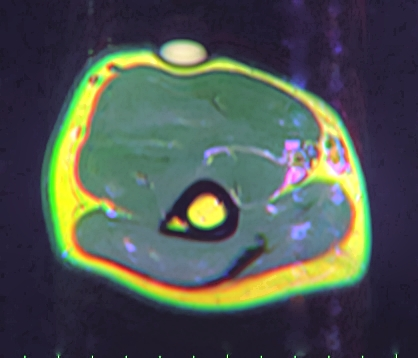
MRI图像显示出手臂上的脂肪瘤
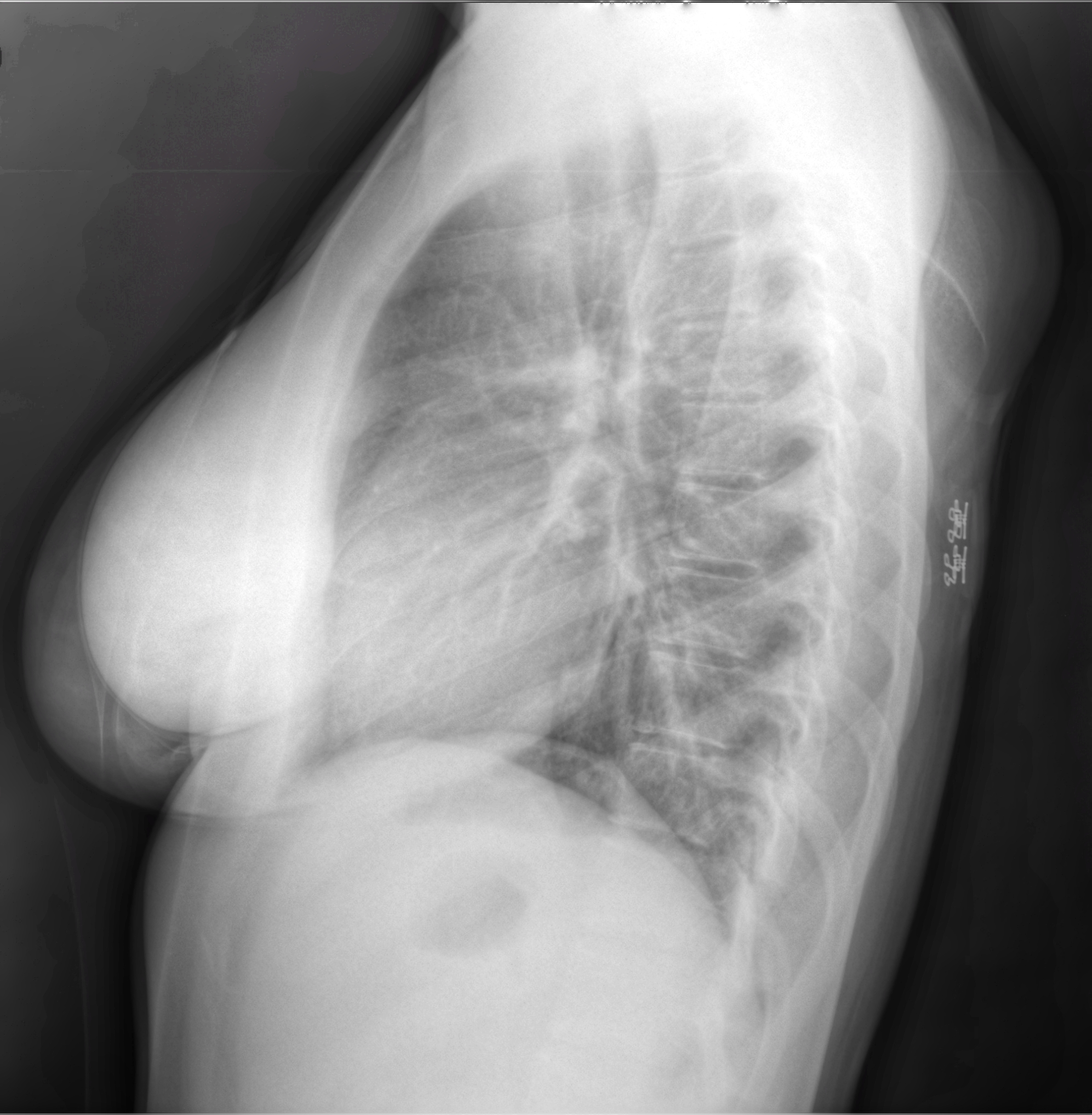
X光片显示出脂肪瘤
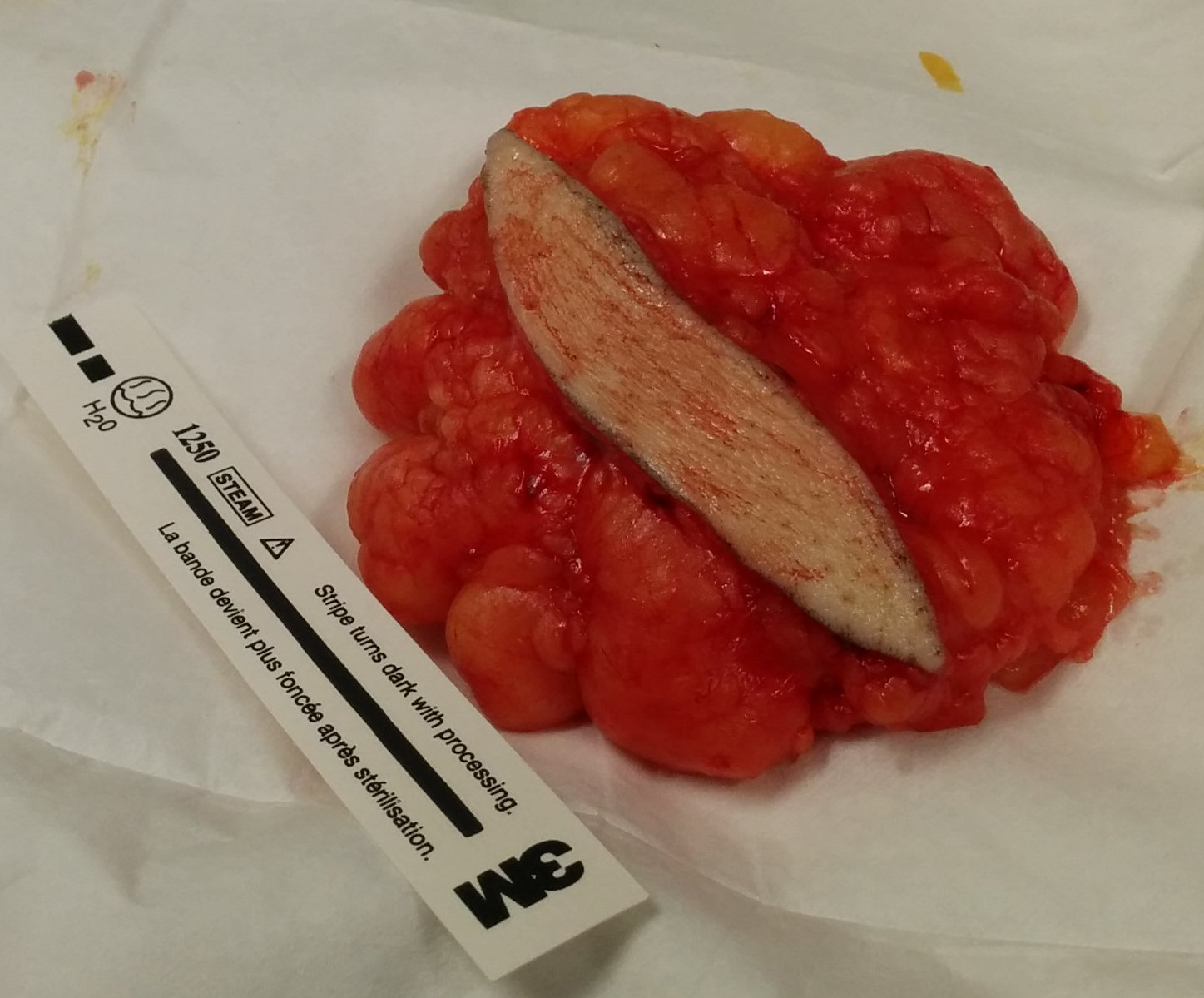
这个脂肪瘤从一位39岁男性患者的大腿上移除。移除时测得直径约为10 cm。
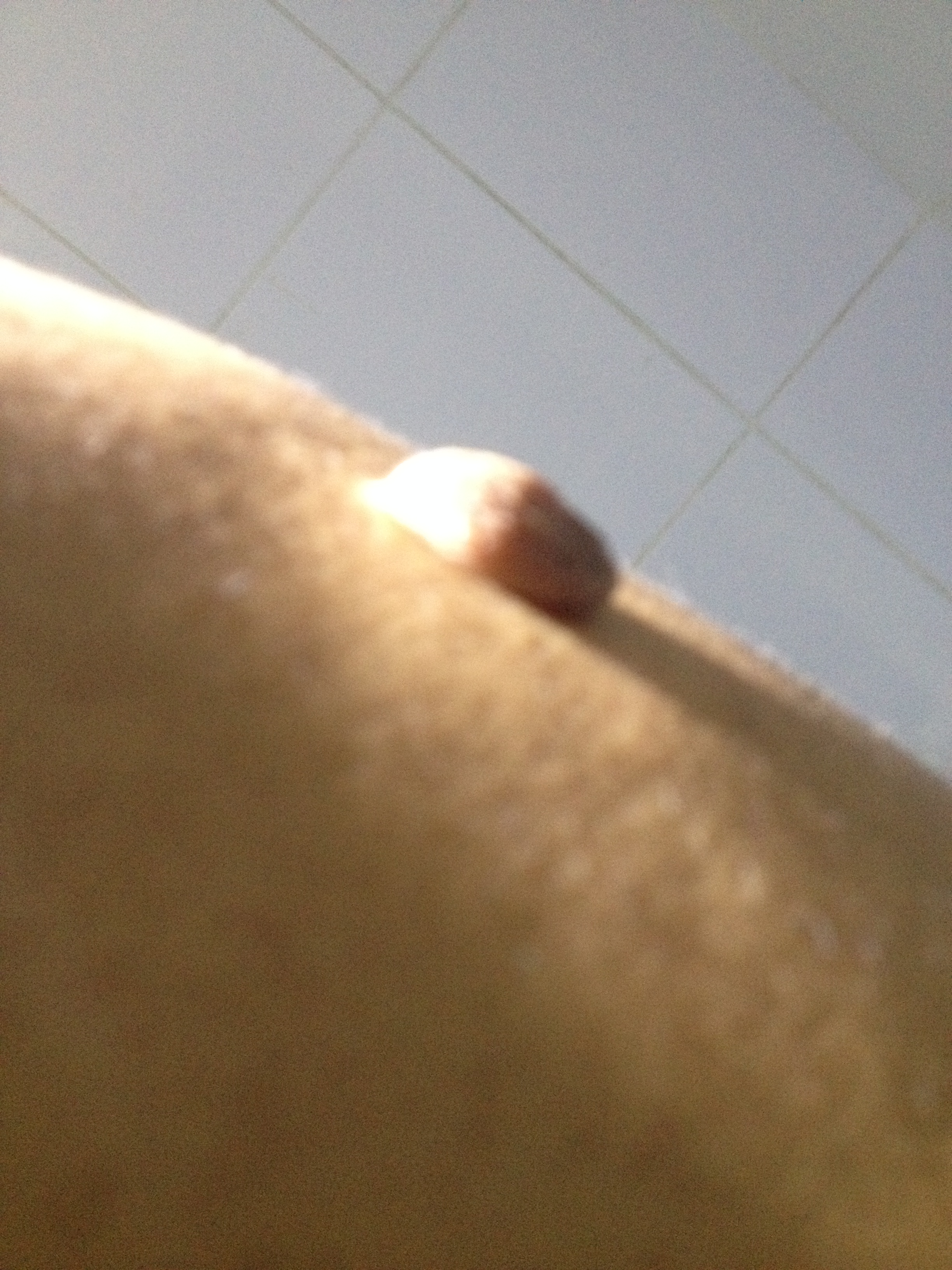
背部上方肩膀正下方的成纤维脂肪瘤，形状类似中等大小的葡萄干。

## 外部連接
- Illustration from University of Connecticut Health Center
- Esophageal Lipomatosis （页面存档备份，存于） MedPix Images from Uniformed Services University of the Health Sciences
- Lipoma images from DermAtlas
- humpath #2626
- List of possible treatment options （页面存档备份，存于）